# كوكبان (إب)

تعديل مصدري - تعديل

كوكبان محلة تابعة لقرية جولبةالسفلى، التابعة لعزلة الحوج القبلي بمديرية إب إحدى مديريات محافظة إب في الجمهورية اليمنية.، بلغ تعداد سكانها 144 حسب تعداد اليمن لعام 2004.